# Staurogyne
Genre
Staurogyne Wall. est un genre de plantes à fleurs de la famille des Acanthaceae.

## Liste d'espèces
Selon BioLib (24 juillet 2017) :
- Staurogyne andamanica M. V. Ramana, Sanjappa, Venu & Chorghe
- Staurogyne bicolor (Mildbr.) Champl.
- Staurogyne letestuana Benoist
- Staurogyne sichuanica H.S. Lo

Selon Catalogue of Life (24 juillet 2017) :
- Staurogyne alba Braz & R.Monteiro
- Staurogyne amboinica Bremek.
- Staurogyne amoena Benoist
- Staurogyne anigozanthus (Nees) Kuntze
- Staurogyne anomala Bremek.
- Staurogyne arcuata C. B. Cl.
- Staurogyne argentea Wall.
- Staurogyne aristata E. Plossain
- Staurogyne athroantha Bremek.
- Staurogyne atropurpurea E. Hossain
- Staurogyne axillaris S. Moore
- Staurogyne balansae Benoist
- Staurogyne batuensis Bremek.
- Staurogyne beddomei Kuntze
- Staurogyne bella Bremek.
- Staurogyne bicolor (Mildbr.) Champl.
- Staurogyne brachiata (Hiern) Leonard
- Staurogyne brachystachys Benoist
- Staurogyne brevicaulis Benoist
- Staurogyne bullata Bremek.
- Staurogyne burbidgei C. B. Cl. ex Bremek.
- Staurogyne cambodiana (Benoist) E. Hossain
- Staurogyne capillipes Bremek.
- Staurogyne capitata E. A. Bruce
- Staurogyne carvalhoi S.R. Profite
- Staurogyne chapaensis Benoist
- Staurogyne citrina Ridl.
- Staurogyne comosa (Wall.) Kuntze
- Staurogyne concinnula (Hance) Ktze.
- Staurogyne condensata (Ridl.) Bremek.
- Staurogyne coriacea Kuntze
- Staurogyne cuneata Imlay
- Staurogyne dasyphylla Bremek.
- Staurogyne debilis (T. Anders.) C. B. Cl.
- Staurogyne densifolia Bremek.
- Staurogyne diandra E. Hossain
- Staurogyne diantheroides Lindau
- Staurogyne dispar Imlay
- Staurogyne elegans (Nees) Kuntze
- Staurogyne elmeri Co
- Staurogyne elongata (BI.) O. Kuntze
- Staurogyne ericoides Lindau
- Staurogyne euryphylla E. Hossain
- Staurogyne eustachya Lindau
- Staurogyne expansa Bremek.
- Staurogyne fastigiata (Nees) Kuntze
- Staurogyne filipes E. Hossain
- Staurogyne flava Braz & R.Monteiro
- Staurogyne glutinosa (Wall. ex C. B. Cl.) Kuntze
- Staurogyne gracilis (T. Anderson) Kuntze
- Staurogyne grandiflora E. Hossain
- Staurogyne griffithiana (Nees) Kuntze
- Staurogyne guianensis (Bremek.) T.F.Daniel & McDade
- Staurogyne hainanensis C.Y. Wu & H.S. Lo
- Staurogyne havilandii C. B. Cl. ex Bremek.
- Staurogyne helferi (T. Anders.) Kuntze
- Staurogyne hirsuta (Nees) Kuntze
- Staurogyne humifusa Bremek.
- Staurogyne hypoleuca Benoist
- Staurogyne inaequalis E. Hossain
- Staurogyne incana (BI.) O. Kuntze
- Staurogyne itatiaiae (Wawra) Leonard
- Staurogyne jaherii Bremek.
- Staurogyne kamerunensis (Engl.) Benoist
- Staurogyne kerrii E. Hossain
- Staurogyne kingiana C. B. Cl.
- Staurogyne lanceolata (BI.) O. Kuntze
- Staurogyne lasiobotrys (Nees) Kuntze
- Staurogyne latifolia Bremek.
- Staurogyne lepidagathoides Leonard
- Staurogyne letestuana Benoist
- Staurogyne linearifolia Bremek.
- Staurogyne longeciliata Bremek.
- Staurogyne longibracteata E. Hossain
- Staurogyne longicuneata H.S. Lo
- Staurogyne longifolia (Nees) Kuntze
- Staurogyne longispica (Ridl.) Ridl.
- Staurogyne macclelandii (T. Anders.) Kuntze
- Staurogyne macrobotrya (Kurz) T.F.Daniel & McDade
- Staurogyne macrophylla Kuntze
- Staurogyne major Benoist
- Staurogyne malaccensis C. B. Cl.
- Staurogyne mandioccana (Nees) Kuntze
- Staurogyne merguensis (T. Anderson) Kuntze
- Staurogyne merrillii Bremek.
- Staurogyne minarum (Nees) Kuntze
- Staurogyne miqueliana Kuntze
- Staurogyne monticola Benoist
- Staurogyne neesii (Vidal) Merrill
- Staurogyne novoguineensis (Kanehira & Hatusima) B. L.Burtt
- Staurogyne obtusa (Nees) Kuntze
- Staurogyne ophiorrhizoides Elmer
- Staurogyne panayensis Bremek.
- Staurogyne paniculata (Wall. ex T. Anders.) Kuntze
- Staurogyne paotingensis C.Y. Wu & H.S. Lo
- Staurogyne papuana Lauterb.
- Staurogyne parva Braz & R.Monteiro
- Staurogyne parvicaulis B. Hansen
- Staurogyne parviflora (T. Anderson ex C.B. Clarke) Kuntze
- Staurogyne perpusilla A. N. Henry & Balakr.
- Staurogyne petelotii Benoist
- Staurogyne polybotrya (Nees) Kuntze
- Staurogyne pseudocapitata Champl.
- Staurogyne punctata Imlay
- Staurogyne racemosa (Roxb.) Kuntze
- Staurogyne ranaiensis Bremek.
- Staurogyne repens (Nees) Kuntze
- Staurogyne riedeliana (Nees) Kuntze
- Staurogyne rivularis Merrill
- Staurogyne rubescens Braz & R.Monteiro
- Staurogyne samarensis Bremek.
- Staurogyne scandens Benoist
- Staurogyne scopulicola R. Kiew
- Staurogyne sesamoides (Hand.-Mazz.) B.L.Burtt
- Staurogyne setigera (Nees) Kuntze
- Staurogyne shanica W. W. Sm.
- Staurogyne sichuanica H.S. Lo
- Staurogyne simonsii (T. Anders.) Kuntze
- Staurogyne singularis Bremek.
- Staurogyne sinica C.Y. Wu & H.S. Lo
- Staurogyne spathulata (BI.) Koord.
- Staurogyne spiciflora (Miq.) Bremek.
- Staurogyne spiciformis E. Hossain
- Staurogyne spraguei D.C. Wassh.
- Staurogyne stenophylla Merrill & Chun
- Staurogyne stolonifera (Nees) Kuntze
- Staurogyne strigosa C.Y. Wu & H.S. Lo
- Staurogyne subcapitata (C. B. Cl.) Bremek.
- Staurogyne subcordata Benoist
- Staurogyne subglabra C.B.Clarke
- Staurogyne subrosulata E. Hossain
- Staurogyne sundana Bremek.
- Staurogyne sylvatica Lindau ex Braz & R.Monteiro
- Staurogyne tenera Benoist
- Staurogyne tenuispica Bremek.
- Staurogyne thyrsoidea (Nees) Kuntze
- Staurogyne trinitensis Leonard
- Staurogyne vauthieriana (Nees) Kuntze
- Staurogyne veronicifolia (Nees) Kuntze
- Staurogyne vicina Benoist
- Staurogyne viscida (Ridl.) Bremek.
- Staurogyne warmingiana (Hiern) Leonard
- Staurogyne yunnanensis H.S. Lo
- Staurogyne zeylanica (Nees) Kuntze

Selon NCBI (24 juillet 2017) :
- Staurogyne argentea
- Staurogyne axillaris
- Staurogyne bicolor
- Staurogyne capitata
- Staurogyne citrina
- Staurogyne concinnula
- Staurogyne diantheroides
- Staurogyne dispar
- Staurogyne elongata
- Staurogyne eustachya
- Staurogyne expansa
- Staurogyne flava
- Staurogyne helferi
- Staurogyne jaherii
- Staurogyne lasiobotrys
- Staurogyne lepidagathoides
- Staurogyne letestuana
- Staurogyne linearifolia
- Staurogyne miqueliana
- Staurogyne pseudocapitata
- Staurogyne rosulata
- Staurogyne sandakanica
- Staurogyne setigera
- Staurogyne spathulata
- Staurogyne trinitensis
- Staurogyne zeylanica

Selon The Plant List (24 juillet 2017) :
- Staurogyne agrestis Leonard
- Staurogyne alboviolacea Benoist
- Staurogyne anigozanthus Kuntze
- Staurogyne bicolor Champl.
- Staurogyne brachiata Lindau
- Staurogyne brachystachya Benoist
- Staurogyne capitata E.A. Bruce
- Staurogyne chapaensis Benoist
- Staurogyne concinnula (Hance) Kuntze
- Staurogyne debilis (T. Anderson) C.B. Clarke ex Merr.
- Staurogyne diantheroides Lindau
- Staurogyne elegans (Nees) Kuntze
- Staurogyne ericoides Lindau
- Staurogyne eustachya Lindau
- Staurogyne fockeana Bremek.
- Staurogyne hainanensis C.Y. Wu & H.S. Lo
- Staurogyne hirsuta Kuntze
- Staurogyne hypoleuca Benoist
- Staurogyne itatiaiae (Wawra) Leonard
- Staurogyne kamerunensis (Engl.) Benoist
- Staurogyne lepidagathoides Leonard
- Staurogyne letestuana Benoist
- Staurogyne linearifolia Bremek.
- Staurogyne longicuneata H.S. Lo
- Staurogyne mandioccana Nees
- Staurogyne minarum (Nees) Kuntze
- Staurogyne miqueliana Kuntze
- Staurogyne paludosa (Mangenot & Aké Assi) Heine
- Staurogyne paotingensis C.Y. Wu & H.S. Lo
- Staurogyne parva Braz & R.Monteiro
- Staurogyne petelotii Benoist
- Staurogyne pseudocapitata Champl.
- Staurogyne repens (Nees) Kuntze
- Staurogyne rivularis Merr.
- Staurogyne rubescens Braz & R.Monteiro
- Staurogyne sesamoides (Hand.-Mazz.) B.L. Burtt
- Staurogyne sichuanica H.S. Lo
- Staurogyne sinica C.Y. Wu & H.S. Lo
- Staurogyne spraguei Wassh.
- Staurogyne stahelii Bremek.
- Staurogyne stenophylla Merr. & Chun
- Staurogyne stolonifera (Nees) Kuntze
- Staurogyne strigosa C.Y. Wu & H.S. Lo
- Staurogyne trinitensia Leonard
- Staurogyne vauthieriana (Nees) Kuntze
- Staurogyne veronicifolia (Nees) Kuntze
- Staurogyne vicina Benoist
- Staurogyne warmingiana (Hiern) Leonard
- Staurogyne wullschlaegeliana Bremek.
- Staurogyne yunnanensis H.S. Lo

Selon Tropicos (24 juillet 2017) (Attention liste brute contenant possiblement des synonymes) :
- Staurogyne agrestis Leonard
- Staurogyne alba Braz & R. Monteiro
- Staurogyne alboviolacea Benoist
- Staurogyne anigozanthus Kuntze
- Staurogyne argentea Wall.
- Staurogyne bicolor Champl.
- Staurogyne brachiata (Hieron.) Leonard
- Staurogyne brachystachya Benoist
- Staurogyne capitata E.A. Bruce
- Staurogyne carvalhoi Profice
- Staurogyne chapaensis Benoist
- Staurogyne concinnula (Hance) Kuntze
- Staurogyne congoensis S. Moore
- Staurogyne debilis (T. Anderson) C.B. Clarke ex Merr.
- Staurogyne diandra E. Hossain
- Staurogyne diantheroides Lindau
- Staurogyne dolichocalyx E. Hossain
- Staurogyne elegans (Nees) Kuntze
- Staurogyne ericoides Lindau
- Staurogyne euryphylla E. Hossain
- Staurogyne eustachya Lindau
- Staurogyne fastigiata (Nees) Kuntze
- Staurogyne flava Braz & R. Monteiro
- Staurogyne fockeana Bremek.
- Staurogyne glauca Kuntze
- Staurogyne glutinosa Lindau
- Staurogyne guianensis (Bremek.) T.F. Daniel & McDade
- Staurogyne hainanensis C.Y. Wu & H.S. Lo
- Staurogyne hirsuta Kuntze
- Staurogyne humbertii Mildbr.
- Staurogyne humilis (Nees) Kuntze
- Staurogyne hypoleuca Benoist
- Staurogyne itatiaiae (Wawra) Leonard
- Staurogyne kamerunensis (Engl.) Benoist
- Staurogyne lebrunii (Staner) B.L. Burtt
- Staurogyne lepidagathoides Leonard
- Staurogyne leptocaulis Bremek.
- Staurogyne letestuana Benoist
- Staurogyne linearifolia Bremek.
- Staurogyne longicuneata H.S. Lo
- Staurogyne macrantha Lindau
- Staurogyne macrobotrya (Kurz) T.F. Daniel & McDade
- Staurogyne major Benoist
- Staurogyne mandioccana (Nees) Kuntze
- Staurogyne minarum (Nees) Kuntze
- Staurogyne miqueliana Kuntze
- Staurogyne nilochica Lindau
- Staurogyne ophiorrhizoides Elmer
- Staurogyne paludosa (Mangenot & Aké Assi) Heine
- Staurogyne paotingensis C.Y. Wu & H.S. Lo
- Staurogyne parva Braz & R. Monteiro
- Staurogyne perpusilla A.N. Henry & N.P. Balakr.
- Staurogyne petelotii Benoist
- Staurogyne polybotrya Kuntze
- Staurogyne pseudocapitata Champl.
- Staurogyne repens (Nees) Kuntze
- Staurogyne riedeliana (Nees) Kuntze
- Staurogyne rivularis Merr.
- Staurogyne rubescens Braz & R. Monteiro
- Staurogyne sesamoides (Hand.-Mazz.) B.L. Burtt
- Staurogyne sichuanica H.S. Lo
- Staurogyne sinica C.Y. Wu & H.S. Lo
- Staurogyne spraguei Wassh.
- Staurogyne stahelii Bremek.
- Staurogyne stenophylla Merr. & Chun
- Staurogyne stolonifera (Nees) Kuntze
- Staurogyne strigosa C.Y. Wu & H.S. Lo
- Staurogyne sylvatica Lindau ex Braz & R. Monteiro
- Staurogyne trinitensis Leonard
- Staurogyne vauthieriana (Nees) Kuntze
- Staurogyne veronicifolia (Nees) Kuntze
- Staurogyne versteegii Bremek.
- Staurogyne vicina Benoist
- Staurogyne warmingiana (Hieron.) Leonard
- Staurogyne wullschlaegeliana Bremek.
- Staurogyne yunnanensis H.S. Lo
- Staurogyne zeylanica Kuntze